# Cyclopedidae
Los ciclopédidos (Cyclopedidae) son una familia de mamíferos xenartros que incluye a los osos hormigueros pigmeos y a sus parientes extintos. Son naturales del Neotrópico.